# Do Começo ao Fim
Do Começo ao Fim (En Español: De Principio a Fin) es una película dramática brasileña del 2009 dirigida por Aluizio Abranches y protagonizada por Fábio Assunção, Júlia Lemmertz, Gabriel Kaufmann, Lucas Cotrim, João Gabriel y Rafael Cardoso. Debutó en las salas de Brasil el 27 de noviembre de 2009.
La película se considera de bajo presupuesto, ya que no excede los 2 millones de reales. Aluizio Abranches, creador y director de la película, tomó su idea para muchos empresarios, algunos de ellos llegaron a sugerir que era una relación entre un par de hermanos heterosexuales o, si tenía que ser gay, era una relación entre primos, pero Abranches fue fiel a su idea y no la cambió hasta que consiguió el patrocinio del productor de la película Marco Nanini.
El director, acerca de los reclamos de la película, dijo que no pretende, de ninguna manera, levantar banderas con esta película y que su única intención era mostrar una historia de amor sin importar las condiciones.

## Sinopsis
- 1986. Tomaz nace con los ojos cerrados y permanece así durante varias semanas. Julieta, su madre, no se preocupa, pues dice que cuando el niño esté listo y cuando quiera abrirá los ojos. Así, en los primeros días de vida Tomaz aprendió lo que era la voluntad libre. Un día, de repente, Tomaz abre tus ojos y mira directamente a Francisco, su hermano de 5 años.
- 1992. Julieta es una madre cariñosa. Es médica de un hospital y trabaja en el servicio de urgencias. Está casada por segunda vez con Alexander, padre de Tomás. Pedro, su primer esposo y padre de Francisco, vive en Argentina. Ambos son buenos amigos. Durante la infancia, los hermanos están muy cerca, quizás demasiado cerca, según Pedro, quien pasa una temporada con ellos en Buenos Aires.
- 2008. Años más tarde, cuando Francisco tiene 27 años y Tomaz, 22, Julieta muere. Los hermanos se convierten en amantes y viven una extraordinaria historia de amor.[5]

## Elenco
- Rafael Cardoso como Tomaz.
- Gabriel Kaufmann como Tomaz a los 6 años.
- João Gabriel como Francisco.
- Lucas Cotrim como Francisco a los 11 años.
- Júlia Lemmertz como Julieta, la madre de los chicos.
- Fábio Assunção como Alexandre, el padre de Tomaz.
- Jean Pierre Noher como Pedro, el padre de Francisco.
- Louise Cardoso como Rosa, la amiga de Julieta.
- Mausi Martínez

## Repercusión
El video promocional de la película fue puesto en YouTube y alcanzó, más de 400 mil vistas, generando comentarios variados, que van desde la indignación a entusiasmo. En la película hay una polémica escena donde los actores Rafael Cardoso y João Gabriel se acarician en forma frontal. En Orkut, ya se han creado innumerables comunidades acerca de la película, con un incalculable número de miembros, de todas las edades.
La película atrajo a más de 10 millones de espectadores en su semana debut. Mostrando aliento para debutar en el sexto lugar.

## Críticas
La película recibió, incluso antes de su lanzamiento, algunas críticas, tanto de críticos como de la opinión pública. El 13 de noviembre de 2009, el crítico Diya, del sitio, CineClick elogió la valentía de Aluizio Abranches de idealización de la película, sin embargo, dice que la película "no arranca ni siquiera en el medio", "¿quién vive... En un mundo donde todo es perfecto y brillante a las 12:00 am del día? ", a su vez dice que no hay ninguna manifestación de los conflictos, aún más, para el caso de los hermanos, cuyo amor es sexualizado y que la película es apolítica.[cita requerida]
El sitio CinePop, a su vez, lanzó dos críticas de la película, ambos positivos. La primera, realizada por Rodrigo Soares, salvo que la película trae una verosimilitud y "pretende introducir en el visor a la esperanza de que el mundo real puede ser complicado, pero hay aún como todo el trabajo". Smith defiende la película argumentando que es injusto decir que está lejos de la realidad de los temas tan "espinosos". De principio a fin, dice que en el "tratamiento se da casi como Consejo:" las probabilidades son, pero cómo funciona ". Rodrigo dice que preguntas como "¿Cómo puede una familia aceptar así como la relación de los dos?" y "Cómo pueden los dos hermanos no a la pregunta sobre cómo te sientes acerca de los demás?" se responde claramente en la niñez, cuando en varias ocasiones vemos la angustia y el dolor de los padres para percibir la proximidad de los niños, por otra parte, Rodrigo Soares dice que el mayor conflicto es entre el espectador y la proyección, que a su vez puede sorprender una relación afectiva entre dos hermanos, que se coloca como un "tabú" vivido "naturalmente", la gran baza de la película.
Leonardo Campos, escribió en el mismo sitio, que "películas donde los hombres besar y bailar desnuda todavía causa giggles y zumbidos de vergüenza en el cine, veo que la gente aún no está preparada para hacerlo", argumentando que no es un problema en la narrativa de la película, pero critica la parte donde se desnudan los dos, por otra parte, dice que la película podría ser más interesante si tuviera un enfoque más realista que el romántico.